# Cârlibaba
Cârlibaba es una comuna ubicada en el distrito de Suceava, Rumania.

## Superficie
Posee una superficie de 271,5 kilómetros cuadrados.

## Demografía
Hasta 2021 la población era de 1588 habitantes, con una densidad de población de 5,849 habitantes por kilómetro cuadrado.